# Paranthura kagawaensis
Paranthura kagawaensis är en kräftdjursart som beskrevs av Nunomura 1993. Paranthura kagawaensis ingår i släktet Paranthura och familjen Paranthuridae. Inga underarter finns listade i Catalogue of Life.